# Thiania viscaensis
Thiania viscaensis es una especie de araña saltarina del género Thiania, familia Salticidae. Fue descrita científicamente por Barrion & Litsinger en 1995.
Habita en Filipinas.